# European Communities Act 1972 (Irlande)
Ne doit pas être confondu avec European Communities Act 1972 (Royaume-Uni).
Lire en ligne

www.irishstatutebook.ie (version originale)
www.lawreform.ie (version amendée)

L’European Communities Act 1972 est une loi du Parlement national de la république d'Irlande à propos de l'adhésion du pays à la Communauté économique européenne. Il ne doit pas être confondu avec l'acte britannique du même nom.

## Contenu
En signant l'acte d'adhésion aux Communautés européennes (traité de Bruxelles de 1972), la question de la souveraineté du Parlement et sa subordination au droit communautaire s'est posée. L'adoption de cette loi par le Parlement a permis au gouvernement de la République d'Irlande d'incorporer les traités communautaires dans son droit national, sans quoi ces traités (de droit européen) n'auraient eu aucune valeur juridique en dépit de leur ratification. 
Le troisième amendement de la Constitution de l'Irlande (article 29.4.3) permet de garantir au droit européen une application sur le territoire administré par le gouvernement irlandais, sans qu'il ne puisse être l'objet d'un recours auprès des instances nationales. La Cour Suprême a décidé que tout traité européen, qui modifie substantiellement le caractère de l'Union européenne, doit être approuvé par un amendement constitutionnel.

## Sources

## Compléments